# Der Schiffer und die drei Königstöchter von Engelland
Der Schiffer und die drei Königstöchter von Engelland ist ein Märchen (AaTh 506). Es steht in Ulrich Jahns Volksmärchen aus Pommern und Rügen an Stelle 34.

## Inhalt
Ein Schiffer macht seine erste Fahrt mit Weizen zur Türkei. Das Schiff leckt, er ruft seinen Schwager auf dem zweiten Schiff, der aber hilft nicht. Während das Schiff im Hafen geflickt wird, kauft er einen Toten vom Galgen und bestattet ihn würdig. In der Türkei angekommen, ist dort Hungersnot, der Sultan gibt ihm für den Weizen zwei Schiffe voll Seide und einen Wunsch frei. Auf dem Meer bitten drei Jungfrauen in einem Turm um Hilfe. Er wünscht sich den Schlüssel, heiratet die Älteste. Daheim hat der Schwager ihn beim Vater verleumdet, doch die Seide macht ihn reich. Seine Frau lässt ihn mit einem Brief zum König von Engelland fahren, nur soll er niemand von dort mitbringen. Der König von Engelland gibt sich sofort als sein Schwiegervater zu erkennen. Er gibt ihm seinen alten Admiral mit. Die Schwestern klagen, denn der hatte sie auf den Turm verbannen lassen. Der Schiffer versöhnt sich mit dem Vater. Auf der Überfahrt stößt ihn der Admiral von Bord und zwingt die Schwestern, zu schweigen. Die Frau will nur wieder heiraten, wenn einer den Turm nachbaut, auf dem sie waren, was keiner vermag. Ein Adler trägt den Schiffer von einem Stein im Meer an Land. Er ist der Tote, den er bestattete. Der Sultan ließ ihn den Turm bauen und dann hängen. Er gibt ihm den Bauplan. So baut er den Turm. Es wird wieder geheiratet, der Admiral gerichtet.

## Herkunft
Jahn gibt nur an: „Mündlich aus Quatzow, Kreis Schlawe.“ Sehr ähnlich sind Des Todten Dank in Johann Wilhelm Wolfs Deutsche Hausmärchen (1851) und Jahns Nr. 35 Die Mädchen im Pfluge. „Engelland“ ist England, vgl. Die beiden Försterskinder.
Wie Walter Scherf bemerkt, ist wesentlich, dass der junge Mann unbeirrt tut, was er für richtig hält, und so mit überkommenen Spielregeln, einer nicht mehr wandelbaren Weltsicht in Konflikt gerät. Das Märchen passe in die Zeit einer aufstrebenden Kaufmannsschicht, die Tugendvorstellungen des Rittertums übernahm. Doch auch die Brüder Grimm besaßen in ihrem Nachlass so einen Text, Der dankbare Tote und die aus der Sklaverei erlöste Königstochter, den sie offenbar in ihrem Bökendorfer Märchenkreis durch Familie von Haxthausen hörten, aber nie drucken ließen. Scherf vergleicht ausführlich Wolfs Des Todten Dank, weiter Straparolas Der Notar Xenofonte (Ergötzliche Nächte), Jahns Die Mädchen im Pfluge, Ludwig Strackerjans Der dankbare Tote (Aberglaube und Sagen aus dem Herzogtum Oldenburg, Nr. 623), einen Text in Micha Josef bin Gorions Der Born Judas, Nr. 319 und andere.